# 私を愛したスパイ (曲)
「私を愛したスパイ」（原題：Nobody Does It Better）は、アメリカ合衆国の歌手カーリー・サイモンが、1977年に映画『007 私を愛したスパイ』の主題歌として発表した楽曲。同作のサウンドトラック・アルバムにも収録されたが、サイモン名義のスタジオ・アルバムには未収録である。

## 背景
作詞・作曲はマーヴィン・ハムリッシュとキャロル・ベイヤー・セイガーにより、元々は映画用に作られた曲ではなく、過去にサイモンのアルバム3作をプロデュースしたリチャード・ペリーの提案によって、サイモンの歌唱で映画の主題歌に使われることとなり、それに伴って歌詞が推敲された。なお、当初はダスティ・スプリングフィールドへの提供も検討されたが、スプリングフィールドに拒否されたという。

## 反響
アメリカでは、1977年10月22日付のBillboard Hot 100で2位に達し、『ビルボード』のアダルト・コンテンポラリー・チャートでは「うつろな愛」以来4年半ぶりの1位獲得を果たした。全英シングルチャートでは自身3年ぶりのトップ100入りを果たし、最高7位を記録した。

## 評価
第20回グラミー賞では、本作が最優秀楽曲賞にノミネートされ、更にサイモンが最優秀女性ポップ・ボーカル・パフォーマンス賞にノミネートされた。また、本作はゴールデングローブ賞 主題歌賞とアカデミー歌曲賞の両方にノミネートされた。また、アメリカン・フィルム・インスティテュートが選出した『アメリカ映画主題歌ベスト100』で67位にランクインした。
何度もジェームズ・ボンド役を演じてきたロジャー・ムーアは、2008年のインタビューにおいて、本作を007シリーズの主題歌の最高傑作に挙げており「ボンドというキャラクターのすべてを体現した物凄い歌」とコメントしている。また、『ローリング・ストーン』誌の2012年の企画「The Top 10 James Bond Theme Songs」では3位にランク・インした。

## カヴァー
- トゥーツ・シールマンス - アルバム『Slow Motion』（1978年）に収録[12]。
- 松武秀樹 - 007シリーズの音楽を取り上げたアルバム『デジタル・ムーン』（1979年）に収録[13]。
- デイヴィッド・サンボーン - アルバム『パールズ』（1995年）に、オリータ・アダムスをフィーチャーしたカヴァーを収録[14]。
- ミー・ファースト・アンド・ザ・ギミー・ギミーズ - アルバム『Have a Ball』（1997年）に収録[15]。
- デヴィッド・アーノルド - 007シリーズの主題歌を取り上げた企画アルバム『Shaken and Stirred』（1997年）に、エイミー・マンをフィーチャーしたカヴァーを収録[16]。
- スウィングル・シンガーズ - アルバム『Screen Tested』（1998年）収録曲「'James Bond' Medley」の後半で取り上げた[17]。